# Меншиковский проспект
Ме́ншиковский проспект — проспект в Калининском районе Санкт-Петербурга. Проходит от Нартовской улицы до улицы Верности параллельно Пискарёвскому проспекту.

## История
Назван в 1903 году к 200-летию Санкт-Петербурга в честь сподвижника Петра I, первого губернатора Санкт-Петербурга Александра Даниловича Меншикова.
На довоенных картах Ленинграда (1939) начало проспекта (иногда подписан как Меньшиковский проспект) указано от Николаевского проспекта (ныне проспект Мечникова), хотя на более ранних картах (1914) этот участок до железнодорожной линии обозначен как Ростиславская улица (сейчас включён в межквартальную застройку).

## Пересечения
Меншиковский проспект пересекает или граничит со следующими проспектами и улицами:
- Нартовская улица
- проспект Непокорённых
- улица Верности

## Транспорт
Ближайшая к Меншиковскому проспекту станция метро — «Площадь Мужества». По южной части проспекта также проходят автобусные маршруты № 80 и 153 (каждый только в одну сторону).

## Объекты
- Санкт-Петербургский технический колледж (бывшее ПТУ-127)